# Alchemilla penicillata
Alchemilla penicillata é uma espécie de rosácea do gênero Alchemilla, pertencente à família Rosaceae.